# Common Language Runtime
Common Language Runtime (amb acrònim anglès CLR), el component de màquina virtual de Microsoft. NET Framework, gestiona l'execució de programes .NET. La compilació just-in-time converteix el codi gestionat (codi de llenguatge intermedi compilat) en instruccions de màquina que després s'executen a la CPU de l'ordinador. El CLR ofereix serveis addicionals que inclouen gestió de memòria, seguretat de tipus, gestió d'excepcions, recollida d'escombraries, seguretat i gestió de fils. Tots els programes escrits per a. NET Framework, independentment del llenguatge de programació, s'executen al CLR. Totes les versions del. NET Framework inclou CLR. L'equip CLR es va iniciar el 13 de juny de 1998.
CLR implementa el Virtual Execution System (VES) tal com es defineix a l'estàndard Common Language Infrastructure (CLI), desenvolupat inicialment per la mateixa Microsoft. Un estàndard públic defineix l'especificació de la infraestructura del llenguatge comú.
Amb el pas de Microsoft a .NET Core, la implementació CLI VES es coneix com a CoreCLR en lloc de CLR.

Visió general visual de la Common Language Infrastructure (CLI) amb CLR.

Visió general de l'historial de llançaments de Common Language Runtime:
| Versió CLR | . versió NET          |
| ---------- | --------------------- |
| 1.0        | 1.0                   |
| 1.1        | 1.1                   |
| 2.0        | 2.0, 3.0, 3.5         |
| 4          | 4, 4.5, 4.6, 4.7, 4.8 |